# Ангарский, Иннокентий Ионович
Инноке́нтий Ио́нович Анга́рский (1885—1942) — советский разведчик. Капитан государственной безопасности (1936).

## Биография
Родился в деревне Кежма Иркутской губернии (ныне затоплена Богучанским водохранилищем). Участник революционного движения, состоял в партии эсеров. В 1907 эмигрировал, вернулся в Россию после Февральской революции, вступил в РСДРСП(б).
В 1918 руководил секретно-оперативной частью исполкома Владивостокского совета рабочих и крестьянских депутатов. В последующем — на работе в Иностранном отделе (ИНО) ВЧК-ОГПУ. С декабря 1921 года по решению Дальбюро ЦК РКП(б) занимал должность заведующего иностранной информацией при особоуполномоченном Министерства иностранных дел Дальневосточной республики в полосе отчуждения КВЖД. В 1922 году была создана первая резидентура ИНО ПП ГПУ в Маньчжурии и первым резидентом стал И. И. Ангарский (управление резидентуры находилось в Харбине).
Затем работал в Англии, Германии, Японии, Китае. С 1933 — руководитель консульского отдела полпредства СССР в Китае, затем сотрудник наркомата внешней торговли в Москве.
6 августа 1937 арестован по обвинению в шпионаже в пользу Японии, до апреля 1939 находился под следствием. Был осуждён на 5 лет ИТЛ, в заключении умер. Посмертно реабилитирован в 1956.